# Gres de Silves
Gres de Silves és una formació geològica del triàsic de Portugal, composta sobretot per argil·lita i gres rogencs. El nom es refereix a la ciutat de Silves, a l'Algarve, que té un castell construït amb gres de Silves, però la formació s'estén pel centre nord de Portugal. El terme va ser creat pel geòleg suís Paul Choffat.
Fòssils coneguts en la formació del Gres de Silves:
- Fitossaure indet.
- Metoposaurus algarvensis Brusatte et al., 2015[1]